# Stagetus profundus
Stagetus profundus är en skalbaggsart som först beskrevs av Leconte 1865.  Stagetus profundus ingår i släktet Stagetus och familjen trägnagare. Inga underarter finns listade i Catalogue of Life.